# Charles August Nichols
Charles August "Nick" Nichols (Milford, Utah, 15 de setembre de 1910 − Los Angeles, Califòrnia, 23 d'agost de 1992) va ser un animador i director de cinema estatunidenc.

## Biografia
Charles Nichols entra com a animador als estudis Disney el 1935. Treballa en curts després en llargmetratges com Pinotxo (1940). Entre els projectes en els quals ha participat: Morris the Midget Moose, Els Instruments de música i nombrosos curtmetratges amb Pluto. Deixa Disney el 1962 per entrar a Hanna-Barbera on realitza els episodis The Jetsons  i The Flintstones.
En els anys 1970, realitza Scooby-Doo, Hong Kong Phooey i diverses sèries d'animació, entre les quals The Addams Family  el 1973. També surt als credits amb el nom Nick Nichols per a Scooby's All-Stars , la tercera temporada del The Scooby-Doo Show  (1978).
Amb Iwao Takamoto, corealitza el llargmetratge d'animació El Petit Món de Charlottte el 1973.

## Filmografia[3]

### Director
- 1946: Bath Day
- 1948: Pluto's Fledgling
- 1948: Pluto's Purchase
- 1948: Bone Bandit
- 1949: Sheep Dog
- 1949: Pluto's Sweater
- 1949: Pluto's Surprise Package
- 1950: Morris the Midget Moose
- 1950: Camp Dog
- 1950: Pests of the West
- 1950: Puss Cafe
- 1950: Primitive Pluto
- 1950: Wonder Dog
- 1950: Pluto and the Gopher
- 1950: Pluto's Heart Throb
- 1951: Cold Turkey
- 1951: Plutopia
- 1956: How to Have an Accident in the Home
- 1956: 3D Jamboree
- 1958: 4 Artists Paint 1 Tree: A Walt Disney 'Adventure in Art'
- 1959: How to Have an Accident at Work
- 1973: La teranyina de la Carlota